# Рафах (провинция)
Рафах (араб. محافظة رفح‎) — одна из 16 провинций Государства Палестина в самой южной части сектора Газа. Административный центр — город Рафах, расположенный на границе с Египтом.
Согласно переписи 2017 года, население провинции составляет 233 878 человек.
На территории провинции находится Международный аэропорт имени Ясира Арафата.